# Sirikit
Sirikit (in thailandese สิริกิติ์; [sì.rì.kìt]), nata Sirikit Kitiyakara (nome regale: Somdet Phra Nang Chao Sirikit Phra Borommarachininat; in thailandese สมเด็จพระนางเจ้าสิริกิติ์ พระบรมราชินีนาถ ) (Bangkok, 12 agosto 1932), è la regina madre della Thailandia, madre del sovrano in carica Vajiralongkorn. È stata la regina consorte del defunto re Bhumibol Adulyadej, nono re della dinastia Chakri.
Conobbe il marito in Europa, dove il padre di lei era ambasciatore di Thailandia. Si sposarono a Bangkok nel 1950, poco prima dell'incoronazione di Bhumibol, e hanno avuto tre figlie e un figlio. Nel 1956 fu nominata regina reggente.  Nei suoi ultimi anni di vita, il marito era stato il sovrano che regnava da più tempo al mondo e Sirikit, a sua volta, la regina consorte da più tempo sul trono. Dopo l'ictus che l'ha colpita il 21 luglio 2012, non si è più fatta vedere in pubblico.
È considerata la madre di tutti i thailandesi; dal 1976, il giorno del suo compleanno, il 12 agosto, è diventato in suo onore la festa della mamma in Thailandia. La giornata è una festività nazionale e viene celebrata con fuochi d'artificio e con l'esposizione pubblica in tutto il Paese di suoi ritratti e di bandiere azzurre, il colore che la simboleggia.

## Biografia

### Discendenza reale
Nata come Mom Rajawongse Sirikit Kitiyakara, è la primogenita del colonnello Mom Chao Nakkhatra Mangkala Kitiyakorn e di Mom Luang Bua Snidwongse, due nobili imparentati alla casa reale thailandese. Il titolo Mom Rajawongse viene dato alle principesse di rango minore della famiglia reale. Il nonno era Kitiyakara Voralaksana, I principe di Chanthaburi, figlio di re Rama V e fratellastro maggiore del principe di Songkhla Mahidol Adulyadej, il padre di Bhumibol. Sirikit e il marito sono quindi cugini. Il nome le fu dato da re Prajadhipok, e significa 'illustre membro dei Kitiyakorn'.

### Studi e matrimonio
Frequentò l'asilo nell'Istituto Ratchinee e le elementari nella scuola del convento gesuita San Francesco Saverio di Bangkok. Continuò gli studi in Europa, dove il padre fu nominato ambasciatore di Thailandia nel Regno Unito e in Francia. A Parigi conobbe il giovane Bhumibol Adulyadej, che era stato nominato re nel 1946 e che stava studiando a Losanna mentre il trono era stato affidato a un reggente. Dopo che Bhumibol ebbe un incidente stradale, Sirikit andò spesso a visitarlo in ospedale. Si fidanzarono ufficialmente il 19 luglio 1949 e il 28 aprile del 1950 si sposarono a Bangkok nel Palazzo Pathumwan, dove 20 anni prima si erano sposati i genitori di Bhumibol. Dopo l'incoronazione del sovrano, avvenuta il 5 maggio del 1950, la coppia tornò a completare gli studi a Losanna per rientrare definitivamente a Bangkok nel 1952. Sirikit e Bhumibol hanno avuto quattro figli:
- la principessa Ubolratana Rajakanya, nata il 5 aprile 1951 a Losanna, Svizzera. Ubolratana ha perso il titolo di altezza reale per aver sposato un normale cittadino, lo statunitense Peter Ladd Jensen. Da questa unione sono nate due figlie e il figlio Poom, deceduto nel terremoto e maremoto dell'Oceano Indiano del 2004, quando l'intera famiglia si trovava in vacanza a Khao Lak
- il principe ereditario Vajiralongkorn, 28 luglio 1952 e asceso al trono il 13 ottobre 2016 come decimo sovrano della dinastia Chakri, con il nome Rama X;
- la principessa Sirindhorn, 2 aprile 1955;
- la principessa Chulabhorn Walailak, 4 luglio 1957.

### Reggente
Sirikit è stata la seconda donna nella storia del Paese ad avere il controllo del regno, esercitando la reggenza nel 1956 durante il periodo in cui il marito si ritirò per alcuni mesi in un monastero buddhista (tale pratica è molto diffusa in Thailandia per i giovani maschi). La prima era stata Saovabha Bongsri, regina consorte e reggente di Rama V, quando questi era in viaggio di Stato in Europa nel 1897. Bhumibol fu soddisfatto del suo operato e nel dicembre di quell'anno conferì a Sirikit il titolo di 'regina reggente'.

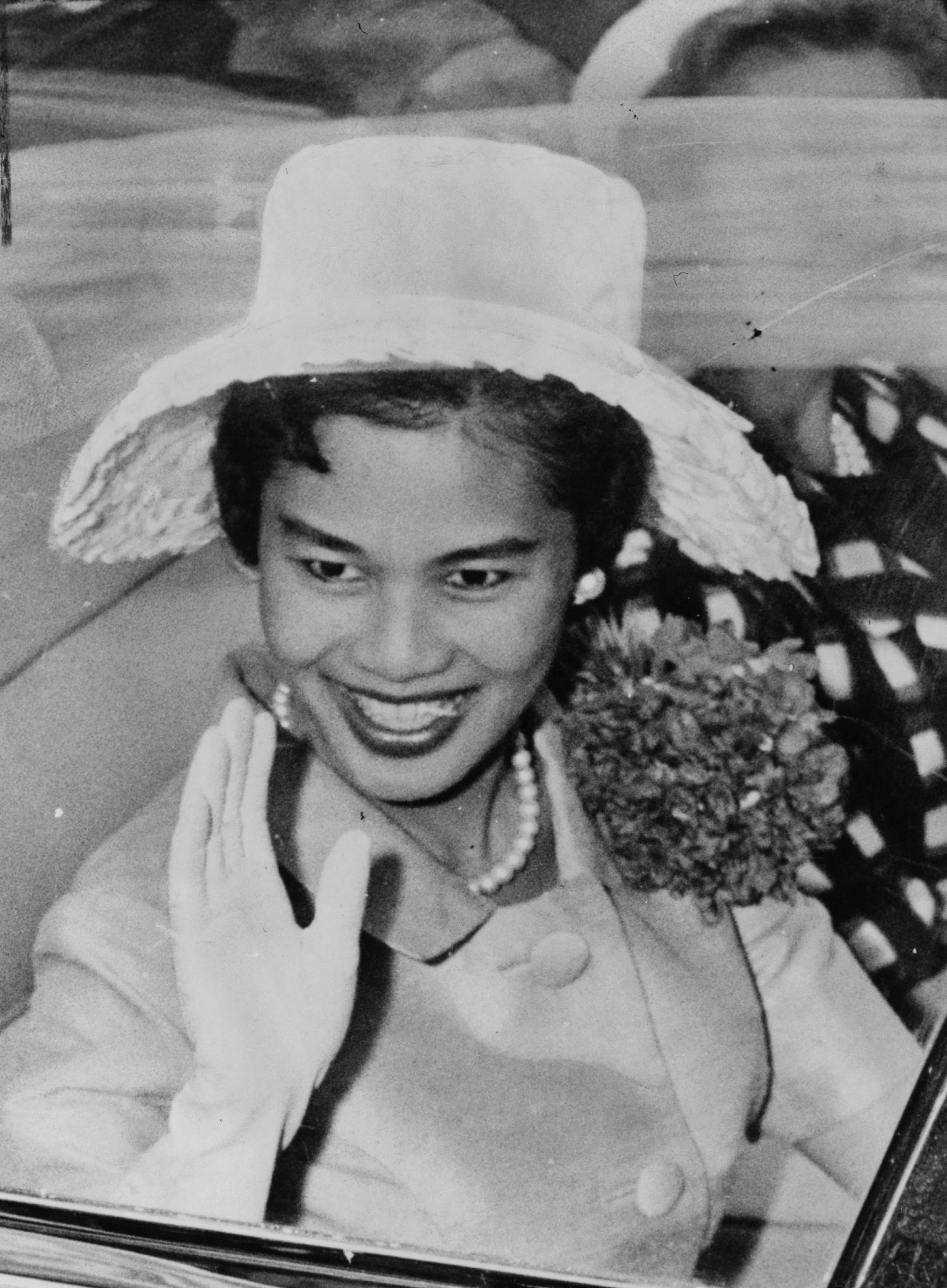
Visita ufficiale a New York, 7 luglio 1960

### Regina consorte
Sirikit è stata acclamata dalla stampa thailandese come una moglie e una madre ideale, capace di cucinare e tenere in ordine la famiglia e di apparire bellissima anche con un vestito normale. Ebbe grande successo nell'alta società, ammirata nelle feste dove portava vestiti dei migliori stilisti internazionali e gioielli di valore inestimabile. Si affermò come donna di classe durante le visite di Stato all'estero, è stata definita la Jackie Kennedy dell'Asia e nel 1965 fu dichiarata la donna più elegante del mondo.
Si è spesso interessata ai problemi ambientali e ha patrocinato a tale riguardo importanti associazioni nazionali. Durante i viaggi nelle province, ha avuto un occhio di riguardo per le aree più economicamente depresse, aiutando personalmente con donazioni o offrendo lavori di conservazione della natura ai meno abbienti, contribuendo così anche a salvaguardare il territorio. Ha anche promosso il lavoro femminile, in particolare per la produzione di artigianato tradizionale, finanziando gruppi e cooperative di donne.
Si è impegnata anche per risolvere i gravi problemi sociopolitici dei musulmani nelle province meridionali, dove in passato ha soggiornato diversi mesi ogni anno per cercare di pacificare la regione, afflitta da lungo tempo da un conflitto tra le forze dell'ordine nazionali e i separatisti locali. In qualità di regina consorte, è stata investita dei gradi di feldmaresciallo dell'Esercito, della Marina Militare e dell'Aviazione Militare, il più alto grado delle tre armi dopo quello di capo delle Reali Forze Armate Thailandesi, riservato al marito.
All'alba del 21 luglio 2012 la regina Sirikit si sentì instabile e barcollante mentre si trovava nell'Ospedale Siriraj dove il re Bhumibol Adulyadej si stava curando. Un team di medici ha concluso dopo una risonanza magnetica che era stata colpita da un ictus ischemico.
.
La regina ha cominciato a curarsi e da allora si è astenuta dalle apparizioni pubbliche, compresa la grande udienza concessa da suo marito per il suo 85º compleanno tenutosi nella Sala del trono Ananta Samakhom il 5 dicembre 2012.
Il 29 novembre 2016, il palazzo annunciò che la regina era stata dimessa dall'ospedale ed era tornata nel Palazzo Chitralada dopo la sua guarigione.

### Regina madre
Con la morte del marito e l'ascesa al trono del figlio Vajiralongkorn, nel 2016 ha assunto il titolo di regina madre.

## Ascendenza
|                                                   |                        |                               | Genitori          |  |  | Nonni |  |  | Bisnonni               |  |  | Trisnonni         |  |
|                                                   |                        |                               |                   |  |  |       |  |  | Chulalongkorn (Rama V) |  |  | Mongkut (Rama IV) |  |
|                                                   |                        |                               |                   |  |  |       |  |  | Chulalongkorn (Rama V) |  |  | Mongkut (Rama IV) |  |
|                                                   |                        | Debsirindra                   |                   |  |  |       |  |  | Chulalongkorn (Rama V) |  |  |                   |  |
| Kitiyakara Voralaksana, I principe di Chanthaburi |                        |                               |                   |  |  |       |  |  | Chulalongkorn (Rama V) |  |  |                   |  |
|                                                   |                        | Uam Bisalayabutra             | …                 |  |  |       |  |  |                        |  |  |                   |  |
|                                                   |                        | Uam Bisalayabutra             | …                 |  |  |       |  |  |                        |  |  |                   |  |
|                                                   |                        | Uam Bisalayabutra             | …                 |  |  |       |  |  |                        |  |  |                   |  |
| Nakkhratra Mangkala, II principe di Chanthaburi   |                        | Uam Bisalayabutra             |                   |  |  |       |  |  |                        |  |  |                   |  |
|                                                   |                        | Principe Devavongs Varoprakar | Mongkut (Rama IV) |  |  |       |  |  |                        |  |  |                   |  |
|                                                   |                        | Principe Devavongs Varoprakar | Mongkut (Rama IV) |  |  |       |  |  |                        |  |  |                   |  |
|                                                   |                        | Principe Devavongs Varoprakar | Piam Sucharitakul |  |  |       |  |  |                        |  |  |                   |  |
| Princessa Apsarasaman Devakula                    |                        | Principe Devavongs Varoprakar |                   |  |  |       |  |  |                        |  |  |                   |  |
|                                                   |                        | Yai Sucharitakul              | Hong Sucharitakul |  |  |       |  |  |                        |  |  |                   |  |
|                                                   |                        | Yai Sucharitakul              | Hong Sucharitakul |  |  |       |  |  |                        |  |  |                   |  |
|                                                   |                        | Yai Sucharitakul              | …                 |  |  |       |  |  |                        |  |  |                   |  |
| Sirikit                                           |                        | Yai Sucharitakul              |                   |  |  |       |  |  |                        |  |  |                   |  |
|                                                   | Principe Sai Snidvongs | Principe Wongsa Dhiraj Snid   |                   |  |  |       |  |  |                        |  |  |                   |  |
|                                                   | Principe Sai Snidvongs | Principe Wongsa Dhiraj Snid   |                   |  |  |       |  |  |                        |  |  |                   |  |
|                                                   | Principe Sai Snidvongs | …                             |                   |  |  |       |  |  |                        |  |  |                   |  |
| Principe Sathan Snidvongs                         | Principe Sai Snidvongs |                               |                   |  |  |       |  |  |                        |  |  |                   |  |
|                                                   |                        | …                             | …                 |  |  |       |  |  |                        |  |  |                   |  |
|                                                   |                        | …                             | …                 |  |  |       |  |  |                        |  |  |                   |  |
|                                                   |                        | …                             | …                 |  |  |       |  |  |                        |  |  |                   |  |
| Principessa Bua Snidvongs                         |                        | …                             |                   |  |  |       |  |  |                        |  |  |                   |  |
|                                                   |                        | …                             | …                 |  |  |       |  |  |                        |  |  |                   |  |
|                                                   |                        | …                             | …                 |  |  |       |  |  |                        |  |  |                   |  |
|                                                   |                        | …                             | …                 |  |  |       |  |  |                        |  |  |                   |  |
| Bang Bunyathon                                    |                        | …                             |                   |  |  |       |  |  |                        |  |  |                   |  |
|                                                   |                        | …                             | …                 |  |  |       |  |  |                        |  |  |                   |  |
|                                                   |                        | …                             | …                 |  |  |       |  |  |                        |  |  |                   |  |
|                                                   |                        | …                             | …                 |  |  |       |  |  |                        |  |  |                   |  |
|                                                   |                        | …                             |                   |  |  |       |  |  |                        |  |  |                   |  |